# Myophoriidae
Myophoriidae zijn een uitgestorven familie van tweekleppigen uit de orde Trigonioida.

## Taxonomie
De volgende geslachten zijn bij de familie ingedeeld:
- † Acanomyphoria Guo Fu-xiang, 1985
- † Agonisca Fleming, 1963
- † Atalantia Termier & Verriez, 1973
- † Caledogonia Freneix & Avias, 1977
- † Costatoria Waagen, 1907
- † Elegantinia Waagen, 1907
- † Erugonia Newton, 1987
- † Flabelliphoria Allasinaz, 1966
- † Gruenewaldia Wöhrmann, 1889
- † Guizhoumyophoria Fang, 2009
- † Myophoria Bronn, 1834
- † Neoschizodus Giebel, 1855
- † Okunominetania Ichikawa, 1954
- † Paraschizodus Newell & Boyd, 1975
- † Sichuantrigonia Gou, 1993
- † Trionychodia Guo Fu-xiang, 1988
- † Utetrigonia Petuch, 1988
- † Vestitocostata Kobayashi & Tamura, 1968
- † Yangella X. Z. Liu & D. Y. Gu, 1988